# Dr. Trimball's Verdict
Dr. Trimball's Verdict è un cortometraggio muto del 1913 diretto da Frank Wilson.

## Trama
Il dottor Trimball uccide il suo rivale ma, quando lo vede materializzarsi su uno scheletro che ha comperato per le sue ricerche, il medico muore di un colpo.

## Produzione
Il film fu prodotto dalla Hepworth.

## Distribuzione
Distribuito dalla Hepworth, il film - un cortometraggio in una bobina - uscì nelle sale cinematografiche britanniche nel luglio 1913.
Si conoscono pochi dati del film che, prodotto dalla Hepworth, fu distrutto nel 1924 dallo stesso produttore, Cecil M. Hepworth. Fallito, in gravissime difficoltà finanziarie, il produttore pensò in questo modo di poter almeno recuperare il nitrato d'argento della pellicola.